# Óscar Rodríguez Maradiaga

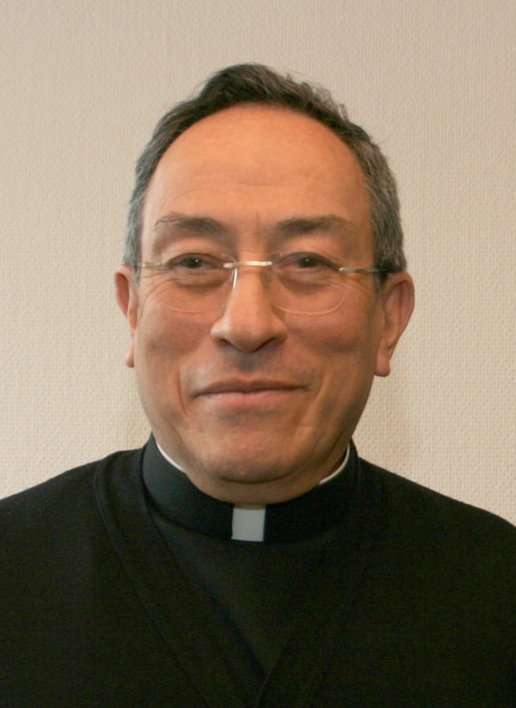
Óscar Andrés Kardinal Rodríguez Maradiaga (2008)

Kardinalswappen

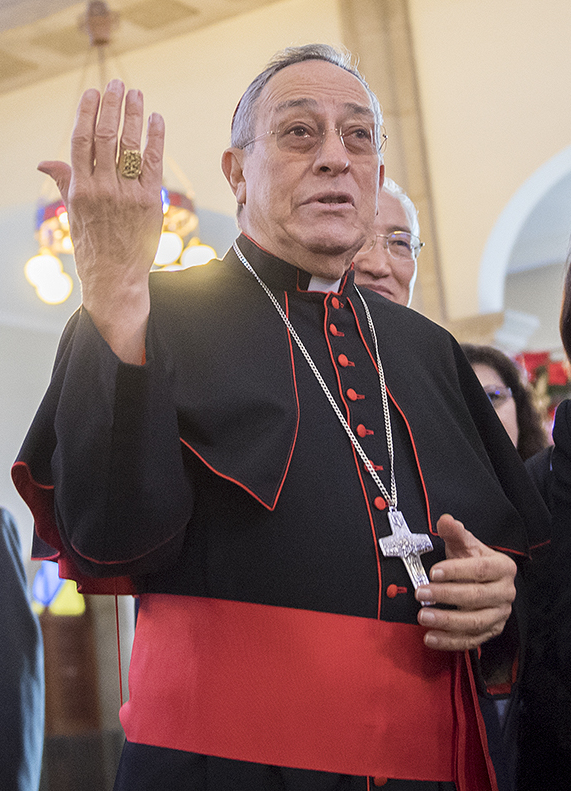
Kardinal Rodríguez Maradiaga in Taiwan (2017)

Óscar Andrés Kardinal Rodríguez Maradiaga SDB (* 29. Dezember 1942 in Tegucigalpa, Honduras) ist ein honduranischer Ordensgeistlicher und emeritierter römisch-katholischer Erzbischof von Tegucigalpa. Er war von 2007 bis 2015 Präsident der Caritas Internationalis.

## Leben
Nach seiner Schulzeit trat Óscar Rodríguez Maradiaga am 3. Mai 1961 in die Ordensgemeinschaft der Salesianer Don Boscos ein und studierte anschließend katholische Theologie, Klavier und Komposition, Physik, Mathematik, Chemie, Philosophie und Psychologie in Tegucigalpa, Rom und Innsbruck.
Er wurde am Institut „Don Rua“ in El Salvador zum Doktor der Philosophie, an der Päpstlichen Universität der Salesianer zum Doktor der Theologie und an der Päpstlichen Lateranuniversität in Rom zum Doktor der Moraltheologie promoviert. Anschließend erlangte er an der Klinik für Psychiatrie der Universität Innsbruck ein Diplom in Klinischer Psychologie und Psychotherapie. Er ist als Psychotherapeut Mitglied in der Europäischen Gesellschaft für Verhaltenstherapie.
Am 28. Juli 1970 empfing er durch Erzbischof Girolamo Prigione in Guatemala-Stadt das Sakrament der Priesterweihe und wurde im gleichen Jahr zum Bischofs-Assistenten berufen. Von 1975 an war er für drei Jahre Rektor der Universidad Francisco Marroquín in Guatemala. Anschließend arbeitete er als Lehrer für Chemie, Physik und Musik an verschiedenen Schulen seines Ordens in El Salvador, Honduras und Guatemala. Gleichzeitig lehrte er als Professor am Theologischen Institut der Salesianer in Guatemala die Fächer Ekklesiologie und Moraltheologie und leitete als Rektor das Philosophische Institut seines Ordens.
Am 28. Oktober 1978 ernannte ihn Papst Johannes Paul II. zum Titularbischof von Pudentiana und zum Weihbischof im Erzbistum Tegucigalpa. Die Bischofsweihe spendete ihm der Apostolische Nuntius in Honduras, Erzbischof Gabriel Montalvo, am 8. Dezember desselben Jahres; Mitkonsekratoren waren der Erzbischof von Tegucigalpa, Héctor Enrique Santos Hernández SDB, und der Erzbischof von Managua, Miguel Obando Bravo SDB.
Am 8. Januar 1993 wurde er zum Erzbischof von Tegucigalpa ernannt. Von 1995 bis 1999 war er Präsident des Lateinamerikanischen Bischofsrates (CELAM). Seit 1996 ist er Präsident der Bischofskonferenz seines Landes.
Johannes Paul II. nahm ihn am 21. Februar 2001 als Kardinalpriester mit der Titelkirche Santa Maria della Speranza in das Kardinalskollegium auf. Er ist der erste Kardinal aus Honduras. Beim Konklave 2005 galt er selbst als papabile.
Er war Mitglied der Kongregation für den Klerus, des Päpstlichen Rats für Gerechtigkeit und Frieden, des Päpstlichen Rats für die sozialen Kommunikationsmittel und der Päpstlichen Kommission für Lateinamerika.
Er wurde auf der 18. Generalversammlung von Caritas Internationalis im Juni 2007 als Nachfolger von Denis Viénot zum internationalen Caritas-Präsidenten gewählt. Im Mai 2011 wurde er für weitere vier Jahre erneut ins Amt gewählt.
Kardinal Rodríguez Maradiaga ist Mitglied des Kuratoriums von Don Bosco Mondo e. V., einer international tätigen Nichtregierungsorganisation mit Sitz in Bonn. Die Organisation unterstützt benachteiligte Kinder und Jugendliche weltweit durch ganzheitliche schulische und berufliche Bildung dabei, ein eigenständiges Leben zu führen. Im Rahmen des Don Bosco Forums trat Kardinal Rodríguez Maradiaga 2011 in Bonn als Redner auf. Am 18. Januar 2014 war er wiederum Redner auf dem Don Bosco Forum, bei dem er zusammen mit Bundespräsident a. D. Horst Köhler die Frage "Ändert Bildung alles?" diskutierte.
Papst Franziskus bestimmte am 13. April 2013 den Kardinalsrat, eine Kardinalskommission aus acht Kardinälen aller Kontinente, dazu, ihn bei der Leitung der Weltkirche zu beraten und Reformen der Apostolischen Konstitution Pastor Bonus vorzubereiten. In dieser Gruppe übernahm Maradiaga die Funktion eines Koordinators. Die Gruppe trat vom 1. bis 3. Oktober 2013 zum ersten Mal zusammen. Am 15. Oktober 2020 ordnete Papst Franziskus den Kardinalsrat neu und bestätigte Maradiaga in seiner Funktion als Koordinator.
Mitte Januar 2015 war Maradiaga als erster kirchlicher Festredner zum Neujahrsempfang des Bistums Würzburg eingeladen, der an der Universität Würzburg stattfand. Bei diesem Diözesanempfang sprach er zu den Themen (gescheiterte) Globalisierung, Demokratiedefizite, fehlender Gestaltungswille der EU-Politik und Klimaproblematik.
Im Dezember 2017 nahm Papst Franziskus Maradiaga gegen Korruptionsvorwürfe in Schutz.
Am 26. Januar 2023 nahm Franziskus Kardinal Maradiagas altersbedingtes Rücktrittsgesuch an.

## Positionen
Weltweit bekannt geworden ist er als Schirmherr der Entschuldungskampagne anlässlich des Jahres 2000. Zuvor hatte er bereits als Präsident des CELAM immer wieder auf die Schuldenlast der Länder des „Südens“ aufmerksam gemacht. Unter anderem überreichte er beim G8-Gipfel 1999 in Köln gemeinsam mit U2-Sänger Bono dem deutschen Bundeskanzler Gerhard Schröder 17 Millionen weltweit gesammelter Unterschriften.
Im Mai 2002 beklagte sich Kardinal Maradiaga in einem Interview mit der italienischen katholischen Zeitschrift 30 Giorni darüber, dass angesichts der laufenden Kontroversen bezüglich des sexuellen Missbrauchs durch katholische Priester Juden die Medien beeinflussten, um die Aufmerksamkeit von der israelisch-palästinensischen Krise abzulenken. Daraufhin wurde er von Abraham Foxman, Nationaldirektor der Anti-Defamation League kritisiert, eine Verschwörungstheorie zu verbreiten. Obwohl der Kardinal sich entschuldigte und betonte, dass er mit seinen Äußerungen nicht die unterstellte Absicht verfolgte, aber sie aufgrund der Missverständlichkeit nicht wiederholen werde, klagte vor allem der amerikanische Rechtsanwalt Alan Dershowitz, Professor für Recht an der Harvard University, den Kardinal wiederholt – zuletzt im Mai 2009 – an, systematisch von „den Juden“ gesprochen zu haben.
Beim Ökumenischen Kirchentag 2003 in Berlin bestritt er eine Veranstaltung der Werkstatt Zentrum Eine Welt zum Thema Wem gehört die Welt? Im Mai 2006 nahm er am 96. Deutschen Katholikentag in Saarbrücken teil, zum einen gemeinsam mit Bundespräsident Horst Köhler und WTO-Generaldirektor Pascal Lamy an der Podiumsveranstaltung zum Thema „Global Governance – Rezept gegen Armut?“, zum anderen als Gastredner auf der Eine-Welt-Bühne zum Thema „América Latina – ¿adónde vas? Ein Kontinent wandert aus“. Er warnte dabei vor einer Absolutsetzung der Ökonomie und Vergötterung des Marktes. Er appellierte an Unternehmer, auf Teile ihrer Gewinne zu Gunsten der Produzenten in ärmeren Ländern zu verzichten Auch beim 97. Deutschen Katholikentag 2008 in Osnabrück trat er auf. Dabei kritisierte er die Ölpreis-Politik der großen Konzerne, prangerte die Situation Inhaftierter in lateinamerikanischen Gefängnissen an, übte Kritik an der Politik des Regimes in Birma, direkt nach den Überschwemmungen keine ausländischen Helfer ins Land zu lassen.
Im August 2008 kritisierte der Kardinal den amerikanischen Popsänger Ricky Martin für die Verwendung einer Leihmutter, um Vater zu werden.
Am 26. November 2008 nahm er an der großen Benefiz-Gala „Die schönsten Weihnachts-Hits“ im ZDF zugunsten von Misereor und Brot für die Welt teil.
Im Mai 2009 leitete er die Lateinamerika-Wallfahrt von Kirche in Not in Altötting.
Während des Staatsstreichs in Honduras im Sommer 2009 wurde am 4. Juli über sämtliche Medien des Landes eine Erklärung des Kardinals Rodríguez Maradiaga verbreitet. Er warnte davor, dass eine Rückkehr Manuel Zelayas zu einem Blutbad führen könnte, mahnte aber gleichzeitig die neue Regierung, die nationale Versöhnung zu fördern und Revanche, Verfolgung, Gewalt und Korruption beiseitezulassen. Außerdem drängte er die Organisation Amerikanischer Staaten (OAS) dazu, allen illegalen Handlungen, die während der Herrschaft Zelayas geschahen, nachzugehen. Einige Tage später kritisierte er die Einmischung von Venezuelas Staatspräsident Hugo Chávez in die honduranische Staatskrise und begrüßte stattdessen die Vermittlungsbemühungen des Friedensnobelpreisträgers und Staatspräsidenten von Costa Rica Oscar Arias.

## Besonderheiten
Maradiaga spricht sechs Sprachen (Englisch, Französisch, Italienisch, Deutsch, Portugiesisch und seine Muttersprache Spanisch) fließend und beherrscht Latein und Altgriechisch. Neben dem Klavier spielt er Saxophon. Aufgrund seiner Leidenschaft für die Fliegerei hat er eine Lizenz als Pilot für Hubschrauber erworben.

## Auszeichnungen und Ehrungen
- 2001 Ehrenmitglied der Deutsch-Honduranischen Gesellschaft (DHG)
- 2003 Ehrenmitglied der Katholischen Deutschen Studentenverbindung Alemannia zu Greifswald und Münster im CV.
- 2005 Großes Verdienstkreuz mit Stern und Schulterband des Verdienstordens der Bundesrepublik Deutschland
- 2006 „Preis Soziale Marktwirtschaft“ der Fasel-Stiftung in Duisburg, für seinen Einsatz für die Armen in der Globalisierungsdiskussion
- 2007 Ehrenpreis des Viktor-Frankl-Fonds der Stadt Wien für das Lebenswerk[17]

## Werke
- Solidarisch Leben in einer globalisierten Welt: Impulse aus Lateinamerika von Óscar Andrés Rodríguez Maradiaga, Christina Tangerding (Herausgabe), 2005, ISBN 3-7698-1467-3
- Ohne Ethik keine Entwicklung. Wie Wirtschaftskrisen zu Chancen werden. Verlag Katholisches Bibelwerk, Stuttgart 2015, ISBN 978-3-460-32143-4